# Église Saint-Hilaire de Saint-Hilaire
Pour les articles homonymes, voir Église Saint-Hilaire.
L'église Saint-Hilaire est une église romane située à Saint-Hilaire, dans le département français de la Haute-Loire en région Auvergne-Rhône-Alpes.

## Historique
L'église romane a été construite aux XIe et XIIe siècles.
Elle fait l'objet d'une inscription au titre des monuments historiques depuis le 24 septembre 1987.

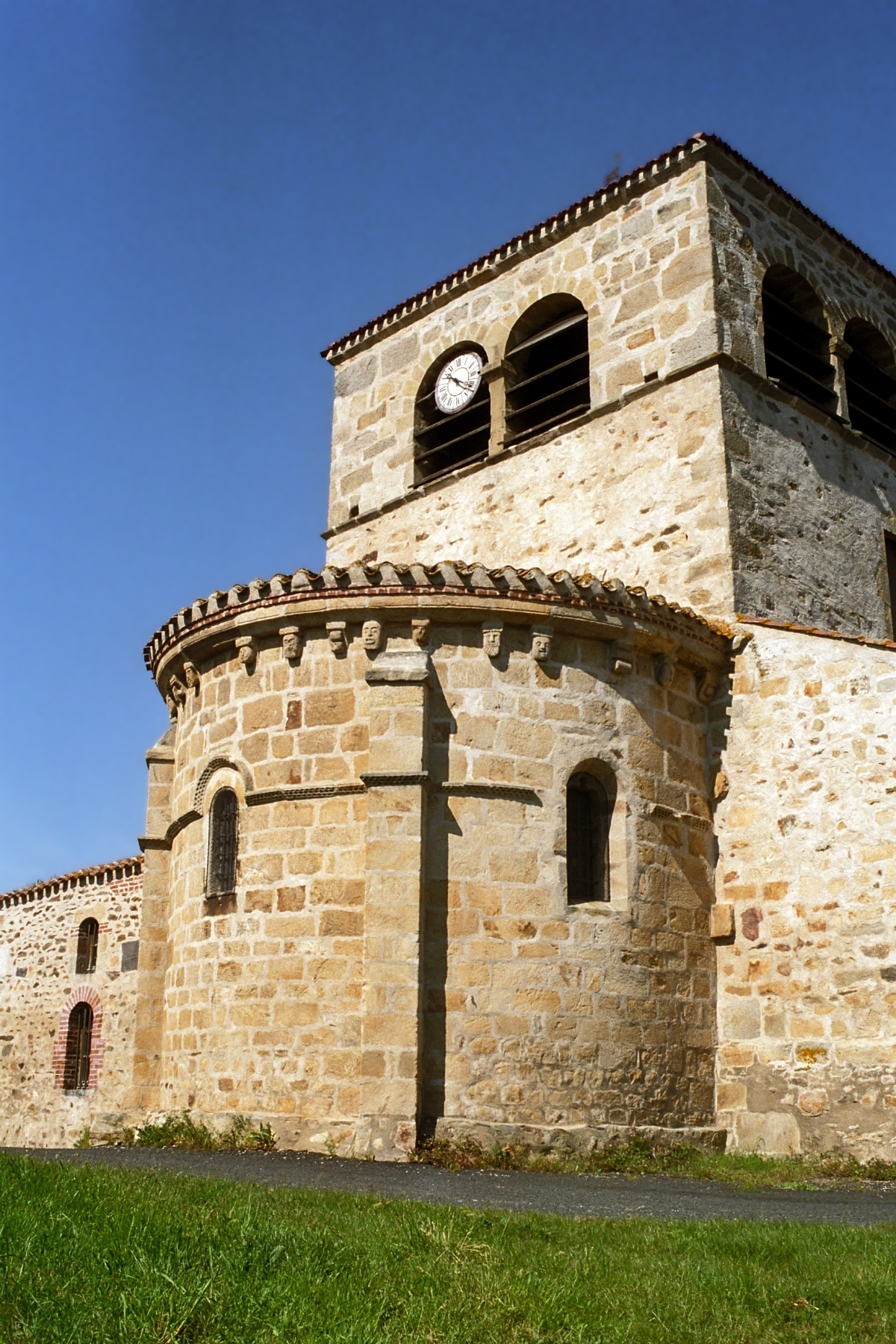
Le chevet et la tour.

## Architecture
L'église Saint-Hilaire présente un clocher carré, court et trapu, dont le dernier niveau est séparé de la partie inférieure par un cordon de pierre. Ce dernier niveau est percé sur chaque face de baies campanaires géminées à abat-sons.
À l'est, l'église présente un chevet roman constitué d'une abside semi-circulaire. Rythmée par de puissants contreforts amortis en bâtière qui prennent appui sur un soubassement haut de quelques assises, cette abside est percée de trois fenêtres cintrées reliées par une frise en damier qui court sur toute l'abside.
L'abside est couronnée d'une corniche moulurée soutenue par des modillons sculptés alternant motifs géométriques et visages humains (dont un double), et couverte de tuiles orange comme le reste de l'édifice.

Modillons du chevet
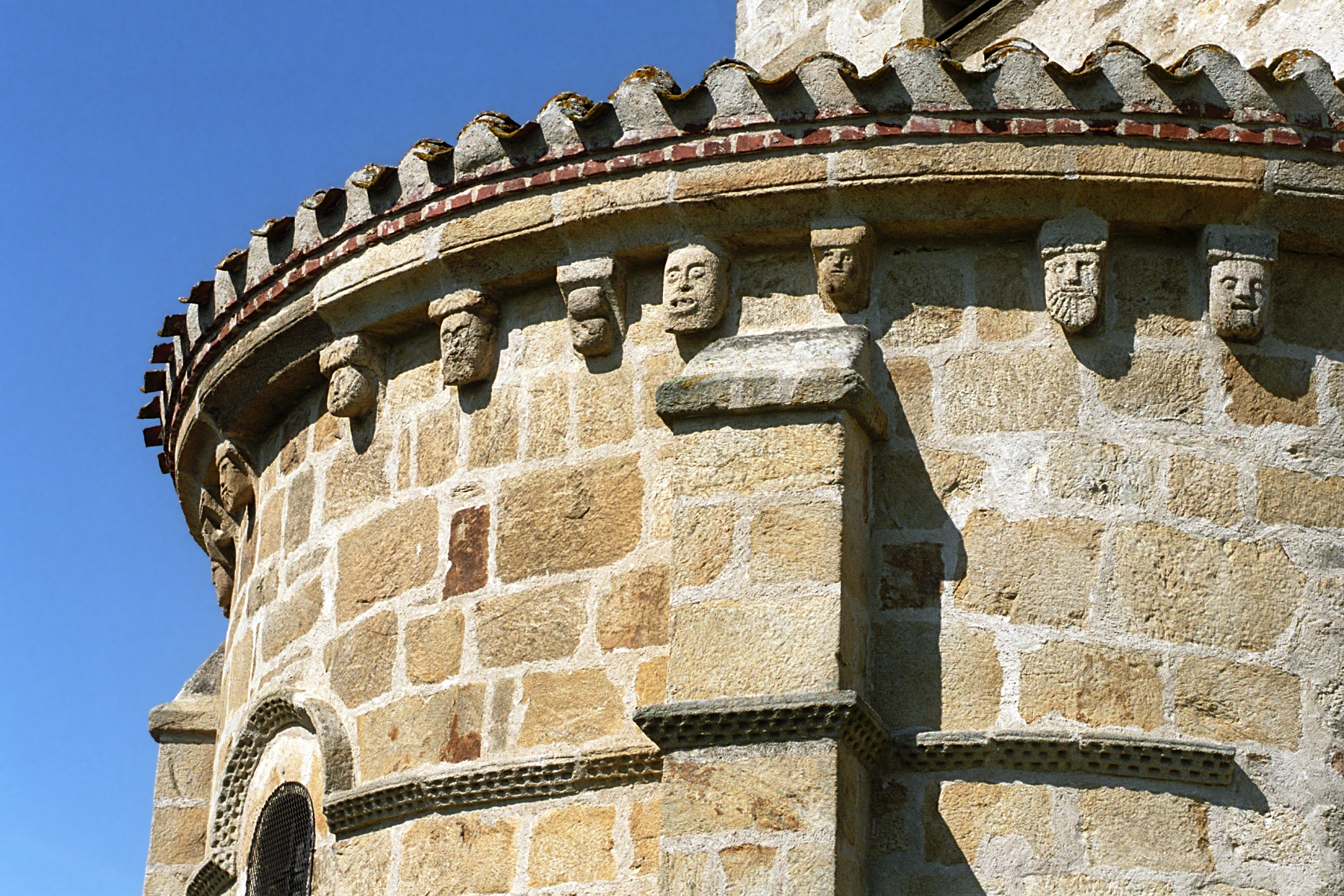
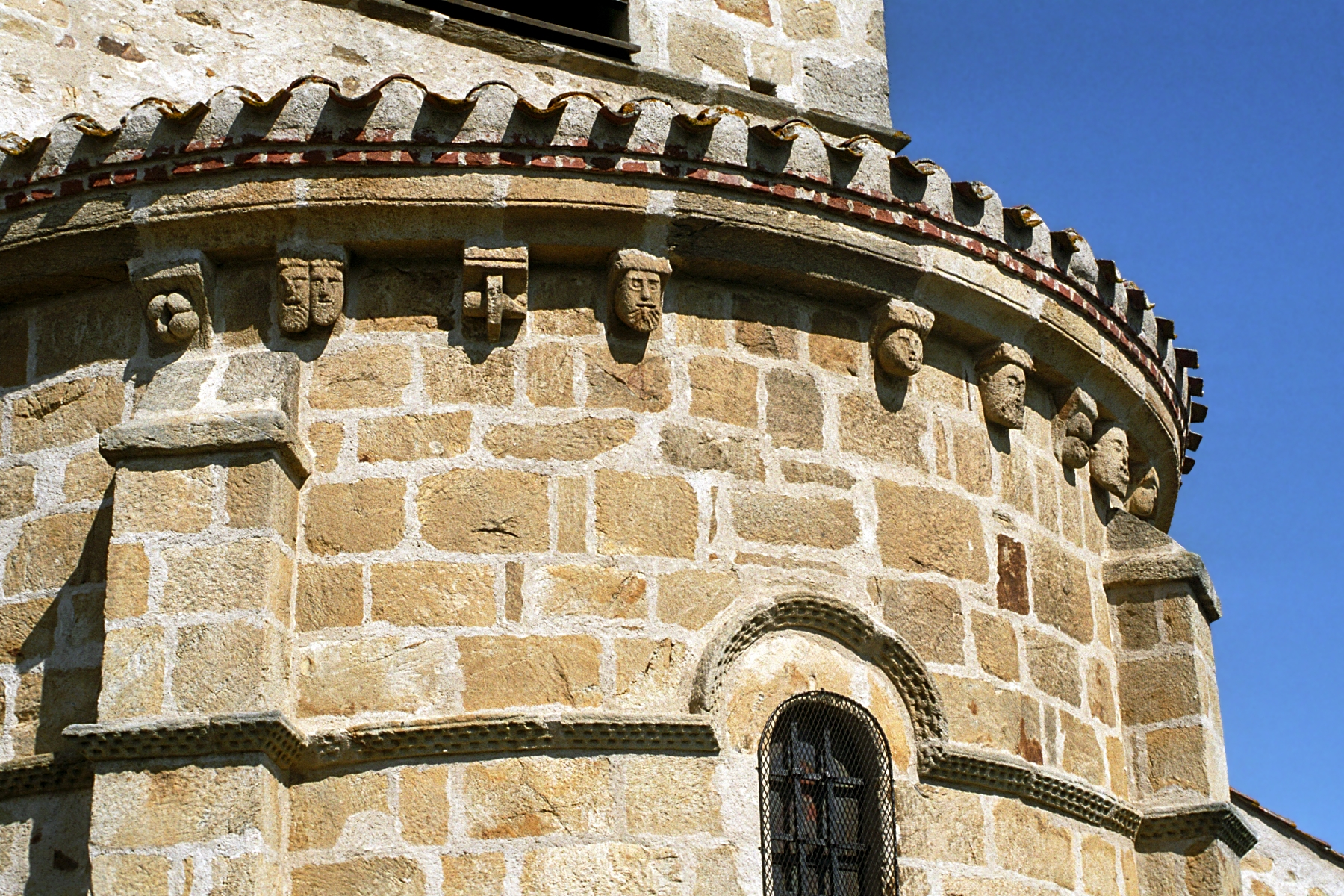